# Household Objects
Household Objects hauria estat el novè àlbum d'estudi del grup de rock Pink Floyd, successor de The Dark Side of the Moon, però l'àlbum, que va ser gravat entre els mesos d'octubre i de desembre de 1973, va ser cancel·lat pel grup i el projecte va començar des de zero.

## Història
Aquest projecte consistiria en un intent de produir un àlbum utilitzant objectes no musicals d'ús quotidià en una casa. Roger Waters ja havia realitzat un projecte similar a Music From The Body (1970) en el qual les bases musicals eren sons originats pel mateix cos humà. Aquell mateix any, Pink Floyd va gravar Alan's Psychedelic Breakfast a l'àlbum Atom Heart Mother, cançó en la qual sons d'activitat matinal s'intercalen amb passatges musicals.
El projecte, finalment, va ser abandonat, no sense abans haver-li dedicat hores de treball i enregistraments. L'octubre de 1973 van començar uns 20 dies, intermitents, de gravacions a l'estudi Abbey Road, assistits per l'enginyer Alan Parsons. El projecte va tenir diversos mesos de producció, detingut només per dues presentacions el dia 12 d'octubre de 1973 a Múnic, Alemanya i una altra el 13 a Viena, Àustria. Posteriorment, els enregistraments van continuar els dies 22 al 26 i 29 al 31, per prosseguir durant el mes de novembre els dies 12 al 14, 19 al 21, 26 al 28 i 3 al 5 de desembre de 1973.
Les grans limitacions tècniques del moment van fer desistir al grup de continuar amb el projecte. Només van quedar registres de 3 temes.

## Hipòtesi
Malgrat això, existeix la creença que algunes idees d'aquest projecte es van utilitzar a l'àlbum Wish You Were Here (1975), específicament per a la pista 2, Welcome to the Machine, a la pista 1, Shine On You Crazy Diamond (part 1) i el final de la pista 4, Wish You Were Here (cançó principal el nom de la qual és igual al del títol de l'àlbum).
Aquest projecte és una mostra de la improvisació creativa regnant en el grup davant d'un esdeveniment tan inesperat com ho va ser l'èxit del The Dark Side of the Moon (1973). Durant el període que transcorre entre 1973 i 1975 el grup viuria aterrit per la possibilitat de no poder mantenir un estàndard tan elevat com l'assolit amb Dark Side Of The Moon, el qual ja per a llavors era disc nombre u a diversos països i les xifres de vendes del qual creixien inexorablement.

## Comentaris
Sobre això, Roger Waters (baix, veu) ha comentat en una entrevista: 
| «              | Hi va haver un intent de realitzar un àlbum sense utilitzar cap instrument musical, semblava una bona idea en el seu moment, però no va funcionar, probablement perquè nosaltres necessitàvem detenir-nos a descansar per una estona. En tot cas el grup va prendre la decisió de no utilitzar els temes gravats en un pròxim àlbum. | » |
| — Roger Waters | |   |

Per la seva part, David Gilmour (guitarra, veu) va declarar:
| «               | Sembla una mica sense sentit fer-ho a menys que féssim un àlbum complet, per a nosaltres sembla una mica sord de totes maneres, és difícil fer que funcionin com peces de música genuïnes fora del seu context. | » |
| — David Gilmour | |   |

## Llançaments el 2011
Com a part del projecte Why Pink Floyd?, en el que s'ha reeditat tots els discos d'estudi del grup, a les versions "Immersion" es publicaran dos talls de les sessions de Household Objects. Al disc 6 del The Dark Side of the Moon s'inclourà el tema The Hard Way, mentre que al disc 2 del Wish You Were Here apareixerà Wine Glasses.
Els àlbums Immersion van ser llançats el 26 de setembre de 2011.